# Dopning

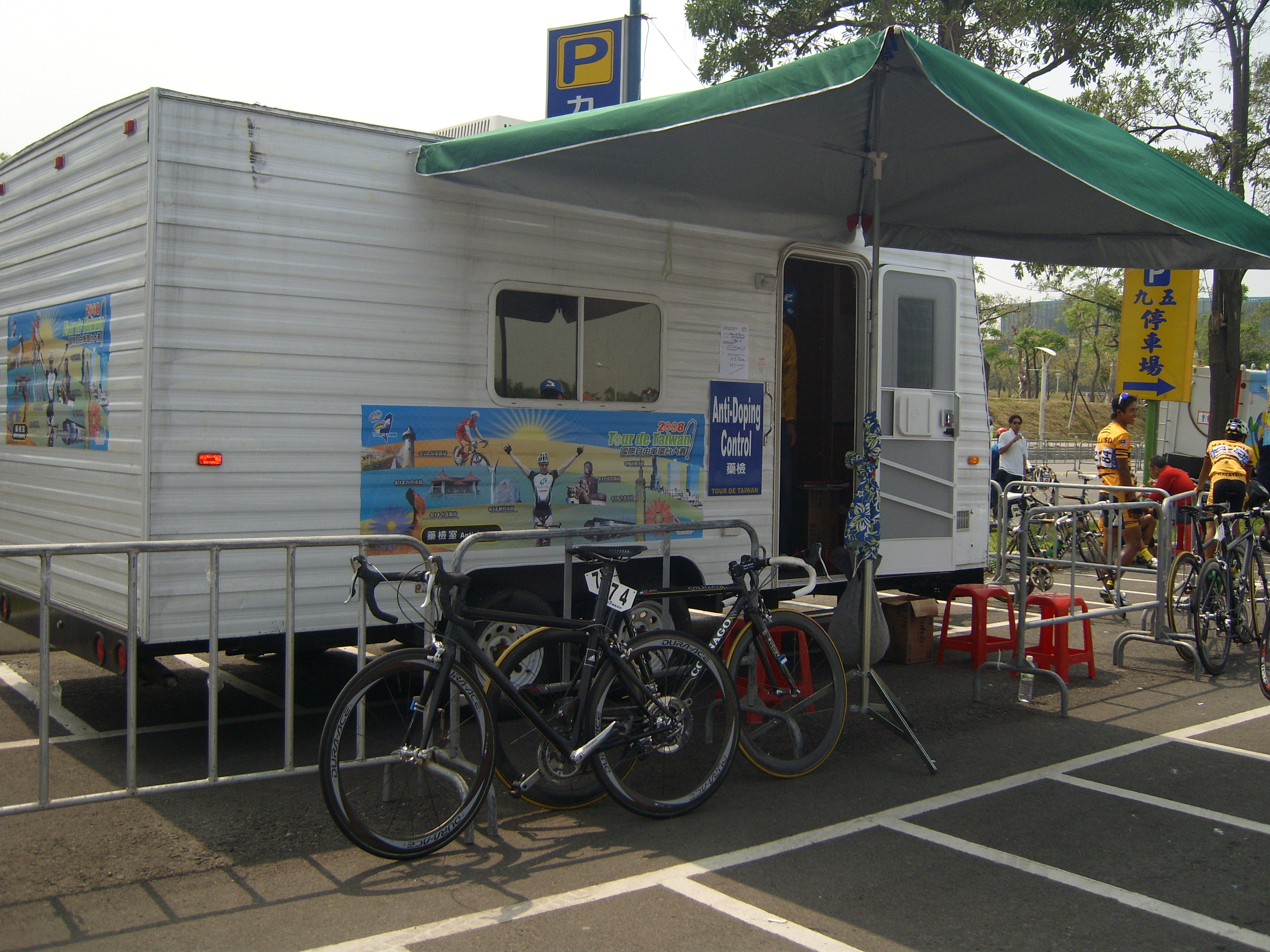
Dopningskontroll vid en cykeltävling i Taiwan.

Dopning är inom idrott ett bedrägligt eller vilseledande användande av en förbjuden substans eller metod som är kapabel att förbättra idrottarens prestationer eller är potentiellt farlig för idrottarens hälsa. Dopning har funnits genom hela idrottshistorien, det första dopningfallet i modern tid förekom under OS 1904. Den Internationella olympiska kommittén förbjöd dopning 1967 och 1999 inrättades Antidopningsbyrån (WADA) som arbetar för en dopningsfri sport.

## Etymologi
Ordet kommer från nederländskans "dopen". Språkrådet rekommenderar att ordet dopning används (istället för doping).

## Definition
Enligt WADA:s "Anti-Doping Code" är en substans eller behandling dopning om det möter två av de tre följande kriterier: 
1. Det höjer prestationen.
2. Det är en risk för atletens hälsa.
3. Det strider mot sportens anda.

WADA:s kod innehåller en lista av förbjudna substanser och behandlingsmetoder som offentliggörs varje år. Vid brott mot dopningsreglerna finns det olika straff som kan verkställas, som att underkänna redan vunna OS-medaljer eller en livstidsspärr för framtida tävlingar. Denna lista över förbjudna preparat ändras normalt från år till år. Vissa ämnen är allmänt förbjudna i till exempel Sverige och Australien som testosteron, medan andra ämnen är tillåtna utom just vid idrottstävlingar, se listan Lagliga preparat som räknas som dopningspreparat.
Dopning kan ske omedvetet då man kan få i sig förbjudna medel i importerade kosttillskott även om det inte står i innehållsförteckningen att det innehåller ett förbjudet ämne.

## Dopningslistan
Förbjudna ämnen framgår av WADA:s dopningslista. Listan sätter en internationell standard i "The World Anti-doping Code".
Dock finns även ämnen som har prestationshöjande effekt som inte finns med på WADA:s dopningslista som kan leda till att man fälls för dopning.
Dopningslistan omfattar
- Förbjudna medel vid såväl tävling som träning:
  - Anabola substanser som syftar till att öka träningskapaciteten och ge en vävnadsuppbyggande effekt såsom androgener (testosteron, dihydrotestosteron, aromatashämmare) och tillväxthormon.[5]
  - Stimulantia såsom amfetamin och efedrin.[5]
  - Glukokortikoider såsom kortison och kortisol.[5]
  - Peptidhormoner Dessa omfattar bland annat EPO.
  - Beta-2-agonister
  - Diuretika (urindrivande medel) som tas för att sänka kroppsvikten inför invägningar i viktklassindelade idrotter eller för att späda ur dopningsprovet, samt andra ämnen som maskerar andra substanser.
  - Ämnen med antiöstrogen effekt.
- Förbjudna metoder:
  - Bloddopning
  - Gendopning
  - Manipulation av dopningsprover
- Förbjudna medel vid tävling:
  - Stimulantia
  - Narkotika
  - Cannabis
  - Kortison vid en del sorts användning (ej vid användning i leder med mera).

Alkohol och betablockerare är endast otillåtna vid tävling inom några specificerade idrotter. Betablockerare kan blockera signaler i nervsystemet.
Dispens kan ges för dopningsklassade läkemedel, exempelvis astmamediciner. En förutsättning för att dispens skall kunna ges är att ämnet inte bedöms kunna ge en signifikant resultatförbättring.
En del idrotter har egna tillägg som inte framgår av WADA:s lista. Det gäller exempelvis det internationella skidsportförbundet, som numera inte tillåter längdskidåkare med för höga blodvärden att starta. Detta motiveras av medicinska skäl, och längdskidåkaren får ställa upp i nästa lopp om blodvärdena då ligger på en godkänd nivå.
Alla former av dopning med substanser på WADA:s dopningslista behöver inte vara prestationshöjande. Exempelvis androstriendion är prestationshöjande för män men inte för kvinnor, men kvinnor kan ändå dömas om de ertappas för substansen.

## Olika dopningsmedel

### Stimulantia
Exempel på stimulantia är amfetamin, efedrin och koffein. Amfetaminets och efedrinets kemiska sammansättning liknar de kroppsegna substanserna adrenalin och noradrenalin. Stimulantia påverkar det centrala nervsystemet och ökar kroppsaktiviteten. Biverkningar kan bestå av stressymptom och långvariga aggressioner. Stimulantia slår ut kroppens egna varningssystem så att alla kroppsreserver kan tömmas utan att idrottaren märker detta. Detta leder till utmattning, medvetslöshet och i extrema fall till döden.
Som läkemedel har stimulantia en högst begränsad användning på grund av biverkningar. Efedrin förekommer dock i ett flertal läkemedel mot förkylning.

### Narkotikum
Se Narkotika

### Anabola substanser
Anabola steroider, vanligen benämnt AAS (Anabola, Androgena Steroider) har som effekt att man bygger muskler snabbt (anabolism) och androgen effekt. Bieffekter är bland annat högt blodtryck, förhöjda blodfetter och svår akne. De maskulina effekterna gör sig tydlig hos kvinnor då vanliga androgena effekter är ökad kroppsbehåring (hirsutism), förstoring av klitorisollonet, sänkt röstläge (basröst) och menstruationsstörningar. 

### Diuretika
Diuretika, urindrivande ämnen, sänker snarast prestationsförmågan men används/har använts i idrotter med viktklassindelning. Exempel på ämnen är Acetazolamid, Furosemid och Mersalyl. Även inom galopp (på ryttaren som skall vara så lätt som möjligt) och vid tävlingar i bodybuilding förekommer användning av ämnena.
Inte bara vatten försvinner utan även mineraler, vilket leder till en försvagning och kan även leda till muskelkramper. Även njurproblem kan förekomma vid användning.
Diuretika kan vara svårt att upptäcka i dopningskontroller, på grund av utspädningseffekter. Av samma skäl används diuretika för att dölja andra dopningsmedel.

### Peptid- och glykoproteinhormoner
Peptid- och glykoproteinhormoner är kroppsegna proteiner. Dit hör bland annat HGH, ACTH och EPO.
ACTH påverkar kroppens egen produktion av kortison, och påverkar fördelningen av kroppens energireserver i form av fett och socker.
Genom intag av (EPO) ökar antalet röda blodkroppar i blodet betydligt. Detta leder till en ökad syreupptagningsförmåga. En säker metod för att bevisa förekomst av EPO infördes först år 2002, genom ett urinprov. Bieffekter av EPO är högt blodtryck och förändringar i blodets flödesegenskaper så att det blir mer visköst, vilket ökar risken för hjärtinfarkt. Även blodtillförseln till kapillärer i hjärnan påverkas.

### Gendopning
Gendopning är överföring av gener till idrottsutövare, vilket ska förbättra fysiken och därmed också den idrottsliga prestationen. I och med att genteknik är ett ungt forskningsområde har man bara misstankar om att denna form av dopning tillämpas av idrottsmän; det finns inga säkra bevis hittills. Det är användningen av genteknik inom sjukvården som skapat förutsättningar för gendopning. De metoder som används för att återställa en sjuk persons egenskaper är samtidigt en möjlighet att förbättra sin fysik för vältränade idrottare.
Det var forskaren Lee Sweeney som 2004 fick igång diskussioner på allvar kring gendopning. Detta ämne var relativt nytt vid millennieskiftet, och experter är fortfarande osäkra om och när dopningsmetoden kommer att bli vanlig. Sweeney utförde experiment på råttor där han fogat in en gen för tillväxthormon i råttornas lårmuskel. Resultaten spred sig över världen och Lee Sweeney fick ta emot e-post både från sjuka personer och idrottare. Här förstod man att det man fruktade, att idrottare skulle intresseras av den nya tekniken, höll på att hända. Mycket pengar har satsats på gendopningsforskning för att i framtiden kunna spåra infogade gener och få fast de fuskande idrottarna. Problemet är att det hittills verkar mycket svårt att avslöja de misstänkta. Vanliga dopningstester är inte tillräckliga utan man måste undersöka enskilda celler från de vävnader som misstänks ha blivit modifierade. Behandlingen är ganska lätt att utföra jämfört med andra dopningsmetoder och effekten varar samtidigt mycket längre. Detta kan ses som motivation för idrottare att pröva på den här nya typen av dopning.
Inom idrotten är uppbyggnad av muskelmassa samt ökning av mängden röda blodkroppar de två mest tänkbara metoderna för att förbättra prestationen genom gen-dopning. Inom idrotter där fysisk styrka krävs är den bästa metoden att öka tillväxten av muskelvävnad. Detta kan göras antingen genom att öka tillväxten av hormonet GH eller att inaktivera genen för myostatin, ett ämne som bromsar utvecklingen av muskler. Vid uthållighetsidrotter som löpning, skidåkning och cykling bör man få in gener som ökar EPO-produktionen, som i sin tur ökar produktion av röda blodkroppar som leder till bättre syreupptagningsförmåga.
Riskerna med att modifiera en människas genom är mycket stora. Man använder speciella virus för att föra in de utvalda generna i en människas cell. Virus har en särskild förmåga att tränga sig in i levande celler för att sedan avlasta sin genetiska information som är tänkt att masskopieras och spridas vidare. Innan viruset tillsätts byter man ut informationen mot de gener man vill ha in i cellerna. Det finns exempel på fall inom sjukvården där immunförsvaret överreagerat på det tomma viruset vilket lett till dödsfall. Ett annat scenario som inträffat är att viruset lett till cancer genom att störa gener som kontrollerar celldelning. Enligt insatta personer är det skillnad att ta en sådan risk som svårt sjuk och att göra det som frisk idrottsman. Därför anses det mindre legitimt med gendopning än med genterapi.

## Dopningskontroller
Det första dopningsfallet i OS förekom 1904 när en löpare injicerade stryknin för att kunna bli snabbare. På grund av de negativa hälsoeffekterna initierades det första förbjudet mot dopning 1928 och 1967 beslöt den Internationella olympiska kommittén (IOC) att förbjuda dopning. 1999 inrättades World Anti-Doping Agency (WADA). WADA jobbar för en dopningfri sport. För att upptäcka dopning finns det ackrediterade laboratorier runtom i världen. För att hindra idrottare att dopa sig och hålla sig undan tills mätbara mängder av dopingpreparat inte längre finns kvar i kroppen, finns ett system kallat ADAMS (Anti-Doping Administration & Management System), där idrottare måste ange sin planerade vistelseplats för varje dag, ett kvartal i taget.
Under 2005 genomfördes 183 337 dopningskontroller varav 3 909 var positiva (2,2 %). I dessa siffror finns även de positiva provsvaren med där idrottaren har fått dispens för användning av läkemedel. Siffran cirka 2 % positiva prover har varit konstant sedan 1980-talet. Antalet avstängningar är lägre, 0,8 % i USA 2004 och 0,7 % i Tyskland 2002. Idrotter med minst 200 tester år 2005 med markant högre andel positiva analyser (> 3,4 %) var biljard (10 %), golf (5,2 %), bandy, cykel, baseboll, boxning och triathlon. Idrotter med markant lägre andel positiva analyser (< 1,3 %) var gymnastik, skytte, judo och simning.
WADA:s årsbudget ligger på ca 22 miljoner euro, den globala dopningindustrins omsättning ligger på ca 30 miljarder euro årligen. Detta betyder att WADA:s årsbudget är på knappt 0,1 % av dopingindustrins omsättning varje år. Enligt den tysk-franska tevekanalen Arte kan man betala 100 000 euro för att få en ettårsplan inklusive prestationshöjande medel och substanser för att dölja dopingen.

## Förekomst
Enligt artikeln Doping in Two Elite Athletics Competitions Assessed by Randomized-Response Surveys genomför WADA hundratusentals blod- och urinprov varje år varav 1-2 % är positiva. Artikelförfattarna skriver att undersökningar utifrån det biologiska passet visar att det är ca 14 % som dopar sig, men att det är sannolikt att biologiska tester inte kan spåra de mest moderna dopingteknikerna. I artikeln så uppskattas det att ca 43 % av deltagarna vid Världsmästerskapen i Sydkorea och ca 57 %  av deltagarna vid Panarabiska spelen i Qatar (båda 2011) hade använt sig av dopning. Enligt artikeln Doping in Sports, a Never-Ending Story? är det svårt att avslöja doping eftersom de som dopar sig ligger i regel ett steg före, både när det kommer till doping och när det gäller metoder för att maskera doping. En BBC-enkätundersökning bland drygt 1 000 amatöridrottare från 2017 visade att ca hälften av alla tillfrågade kände någon som hade använt "prestationshöjande medel" (performance enhancing drugs) och över hälften angav att det var lätt att komma åt dessa medel.
I en intervju med Deutsche Welle visade sig dopningsforskaren professor Perikles Simon övertygad om att dopning förekommer i nästan varje sport. Enligt Simon drar man nytta av dopning även i mer komplexa sporter som t.ex. konståkning eller skidskytte. Han menar att det är rimligt att utgå ifrån att ca 60 % av alla idrottare vid större evenemang som t.ex. vinter-OS är dopade.

## Historia

### Antiken
Dopning har funnits genom hela idrottshistorien, men det har kanske inte alltid ansetts som fusk. Redan många av de grekiska atleter som deltog i de antika olympiska spelen försökte förbättra sin förmåga med fårtestiklar (testosteron), olika svampar och växtextrakt.

### Modern tid
Redan i slutet av 1800-talet använde professionella cyklister trötthetsdämpande medel som koffein, kokain och eterfyllda sockerbitar. År 1886 inträffade det första dödsfallet bland cyklister.
I Olympiska sommarspelen 1904 vann Thomas Hicks (USA) guldet i Maraton och kollapsade och var nära att avlida, han hade tagit konjak spetsat med stryknin.
Under OS 1936 i Berlin gick rykten att en del tyska idrottare använde testosteronpreparat.
Vid OS 1952 i Oslo blev flera skrinnare sjuka efter att ha tagit amfetamin.
I tyngdlyftnings-VM 1954 ställde Sovjet upp med ett lag som vann de flesta guldmedaljer och slog flera världsrekord och det ryktades om testosteroninjektioner. Vid tyngdlyftnings-VM 1962 gav den amerikanske läkaren Dianobol-tabletter till sina tyngdlyftare och USA dominerade tävlingarna.
Dopning började uppmärksammas allmänt på 1960-talet bland annat efter att några cyklister tagit stimulantia, vanligen amfetamin, och avlidit under pågående lopp för de inte märkte att de passerade en trötthetströskel. Mest kända fallen var Knud Enemark Jensen, Danmark vid lagtempoloppet i OS i Rom 1960 och Tom Simpson, en brittisk cyklist i Tour de France.
Det internationella friidrottsförbundet (International Association of Athletics Federations) var det första som förbjöd dopning. Redan 1928 infördes denna regel men då förbundet inte hade några möjligheter att genomföra tester fick man lita på idrottarnas hedersord. De första testerna infördes vid Europamästerskapen i friidrott 1966.
Internationella cykelförbundet införde tester vid OS i Tokyo 1964. IOK, Olympiska kommittén införde dopningstester vid Olympiska spelen 1968. Fotbollen (Fifa) förbjöd dopning 1966.
I början bestod dopningsmedlen av olika stimulantia som användes under tävling och därför var enkla att upptäcka. Med anabola steroider förändrades situationen då dessa medel används under träningsperioder, och kan ha gått ur kroppen vid tävlingar. Anabola steroider började förekomma kring 1970 och efter att en analysmetod hade utvecklats förbjöds ämnet av IOK 1976. Under 1990-talet har bland annat metoder för att avslöja bloddopning och EPO tillkommit.
I mitten av 1980-talet kom de nordiska Riksidrottsförbunden överens om att nordiska idrottsmän kan testas när som helst i Norden även under träning. Efter att Ben Johnson åkte fast för dopning i OS i Seoul 1988 började stickprovskontroller under träning användas även internationellt.
Under 1990-talet kriminaliserade flera länder dopning, eftersom hormondopning bland motionsidrottare växte sig stor, och att det hade blivit ett allmänt samhällsproblem.
Dopningskontrollerna hade länge svårt att hålla jämna steg med dopningsmedelsutvecklingen. Sedermera, speciellt efter bildandet av WADA 1999, förändrades situationen gradvis, med utvidgade resurser och rättigheter för dopningskontrollanterna. De flesta olympiska idrottare på hög internationell nivå kan numera när som helst utsättas för kontroller. Dessa ingår i rapporteringssystem som innebär att de är skyldiga att regelbundet meddela var de befinner sig, och vanligtvis blir de idrottare som uteblir från tre tillfällen inom 12 månader avstängda med samma följder som om de testat positivt i ett dopningstest. Resultatnivåerna har också sjunkit i de mest styrkerelaterade grenarna inom friidrotten. Detta gäller främst kvinnornas sprint- och kastgrenar där världsrekorden från 1980-talet numera i princip är helt ohotade. Resultaten i herrarnas kastgrenar sjönk också på 1990-talet men har sedan dess ökat och är numera, troligtvis tack vare förbättrade träningsmetoder, åter på en mycket hög nivå. Det finns mycket som talar för att kvinnors idrottsresultat generellt sett höjdes mer än männens under den mest utbredda dopningsperioden på 1900-talet.

## Dopning inom olika idrotter och tävlingar

### Cykelsport
Inom cykelsporten har en rad dopningsskandaler förekommit under senare år. 1998 gjordes franska polisen razzior mot flera cyklister och stall under pågående Tour de France (Festinaskandalen). Segraren det året, italienaren Marco Pantani, misstänktes året efter för dopning när han hade höga blodvärden i samband med Giro d'Italia och dog år 2004 efter en överdos kokain.
David Millar, Storbritannien, 2003 års världsmästare i tempo, medgav att han använt EPO vid VM och två andra tillfällen, och blev av med titeln och avstängd i två år. 1996 års segrare i Tour de France, dansken Bjarne Riis, erkände år 2007 att han hade varit dopad i samband med loppet.
År 2006 hindrade arrangören ett stort antal cyklister och två hela stall att få starta Tour de France, däribland flertalet förhandsfavoriter. De gjorde detta på grund av att de var inblandade i en spansk utredning där den Madridbaserade läkare Fuentes misstänks ha dopat cirka 200 idrottsutövare inom bland annat cykel, fotboll, friidrott och tennis. Segraren i Tour de France 2006 Floyd Landis, USA, lämnade sedan ett dopningsprov på den 17:e etappen (en bergsetapp som han vann) med ett epitestosteron-värde som klassas som dopning, varför han om han slutligen blir fälld blir av med segern.
Lance Armstrong fråntogs nästan alla vinster efter många års utredning.

### Fotboll
Inom fotbollen fann italienska myndigheter i princip ett komplett apotek med dopningspreparat hos fotbollsklubben Juventus FC som misstänktes för systematisk dopning av spelare mellan åren 1994 till 1998. Klubben blev dock senare friad från anklagelserna.

### Friidrott
Den förste "OS-segraren" i friidrott som avslöjades och blev av med guldet var Ben Johnson, Kanada, på 100 meter vid de olympiska spelen i Seoul 1988. Guldet gick då till Carl Lewis. Han har dock senare medgivit att även han har använt dopningsmedel. Avslöjandet av Ben Johnson innebar att stickprovskontroller började införas under träning.
Det amerikanska friidrottsförbundet har besvärats av rykten om att de mörklagt positiva dopningstester under åren 1988–2000 för 114 idrottare. Många amerikanska friidrottare har under senare år misstänkts för dopning och flera amerikanska mästerskapsmedaljörer har åkt fast (Tim Montgomery, Justin Gatlin, Marion Jones med flera) efter 2000 i BALCO-affären.
Den kvinnliga friidrotten belastas av en rad världsrekord från åren 1983–1988, som få ens har kommit i närheten av sedan dopningsdiagnostiken började förbättrats ungefär samtidigt som Sovjetunionen och Östblocket upplöstes i början av 1990-talet. De mycket svårslagna världsrekorden, av vilka vissa kan ha presterats av dopade idrottsutövare, gäller grenarna:
- 100 meter (Florence Griffith-Joyner, USA: 10,49 sekunder år 1988)
- 200 meter (Florence Griffith-Joyner, USA: 21,34 sekunder år 1988)
- 400 meter (Marita Koch, DDR: 47,60 sekunder år 1985)
- 800 meter (Jarmila Kratochvílová, Tjeckoslovakien: 1.53,28 sekunder år 1983)
- 100 meter häck (Jordanka Donkova, Bulgarien: 12,21 sekunder år 1988)
- Höjdhopp (Stefka Kostadinova, Bulgarien: 2,09 meter år 1987)
- Längdhopp (Galina Tjistiakova, Sovjetunionen: 7,52 meter år 1988)
- Kulstötning (Natalja Lisovskaja, Sovjetunionen: 22,63 meter år 1987)
- Diskus (Gabriele Reinsch, DDR: 76,80 meter år 1988)
- Sjukamp (Jackie Joyner-Kersee, USA: 7291 poäng år 1988)

Särskilt Florence Griffith-Joyners enastående sportsliga resultat i kombination med hennes tidiga död och hjärtproblem har gjort henne till ett kontroversiellt ämne, då många menar att hon under sin karriär använde sig av dopningsklassade preparat, såsom anabola steroider. Inom Internationella Friidrottsförbundet har diskuterats att stryka en rad världsrekord, även manliga, under en period som omfattar 1980-talet ± några år. Inga beslut har dock kunnat fattas eftersom endast några idrottsutövare har erkänt eller kunnat överbevisas om att de varit dopade, och det vore emot internationell rättspraxis att fälla personer utan bevis.

### Längdskidåkning
Längdskidåkningen har i början av 2000-talet haft stora problem med dopning, framförallt med EPO. Kända fall är dopningsskandalen i Lahtis 2001 där finländska skidlandslaget under världsmästerskapen i nordisk skidsport 2001 i Lahtis använt plasmaexpandern Hemohes, och tyske Johann Mühlegg, som representerande Spanien, vid olympiska vinterspelen 2002, som hade använt Aranesp.
En annan dopningsmetod som används är att frysa in sitt eget blod och injicera tillbaka det strax innan tävling. Detta går inte att hitta via dagens (2013) analyser, men blodprover från OS sparas i åtta år och analysmetoder utvecklas.

### Dopning i olympiska spelen
I olympiska spelen under åren 1968–2006 har 96 personer fällts för dopning, varav 37 inom tyngdlyftning och 20 i friidrott. 35 medaljörer/lag har blivit av med medaljerna, varav 16 personer blivit av med guldmedaljer.
Den första som fastnade i en dopningskontroll i olympiska sammanhang var den svenska Modern femkamparen Hans-Gunnar Liljenwall vid OS 1968 som blev diskvalificerad efter att ha haft alkohol i blodet. Han hade druckit en mellanöl för att lugna nerverna inför skyttemomentet. Alkohol var för övrigt tillåtet vid skyttetävlingarna i OS till i början av 1990-talet.

### Nordamerikanska proffsligor
Ett stort problem för det internationella antidopningsarbetet är att privata proffsligor som till exempel NHL, NBA och NFL själva kan diktera dopningsreglerna. De kan även förbjuda till exempel WADA att testa spelare i dessa ligor, vilket bland annat skapat problem när svenska ishockeyspelare från NHL är hemma i Sverige och då måste vägra lämna dopningsprov.

## Dopning i olika länder

### Östtyskland
Dopning var utbrett i de gamla öststaterna, framför allt i det dåvarande Östtyskland (DDR) under 1970- och -80-talen, vilket det talades allmänt om, men bevis saknades. Öststatsidrottarna dök ofta bara upp på de stora mästerskapen och testades inte däremellan. Det förekom att kvinnliga idrottare såg väldigt maskulina ut. Märkliga resultatförbättringar förekom. I ett sim-EM på 1980-talet tog DDR samtliga guld- och silvermedaljer på damsidan, oftast med stor marginal gentemot trean (man fick ställa upp med två deltagare per land). I Västeuropa ansågs det i många grenar som meningslöst att konkurrera mot öststaterna, vilket ledde till en låg nivå på damsidan i många idrottsgrenar (kastgrenar och sprintdistanser i friidrott, simning, med flera) i Västeuropa. Före de östtyska mästerskapen, utförde förbundet egna kontroller för att se att idrottarna skulle klara kontrollerna under mästerskapen. Därför hände det ibland att idrottare avanmäldes före mästerskapen, utan någon förklaring, eller att det på fråga uppgavs att de inte var i form.
Efter Berlinmurens fall och DDR:s upplösning 1990, avslöjade flera gamla idrottare hur förhållandena hade varit och erkände att de varit dopade. Dokumentation visade på systematisk dopning av östtyska idrottare. Några idrottare som tidigare tävlat för DDR avslöjades också, främst av dem friidrottarna Katrin Krabbe och Grit Breuer, och simmerskan Astrid Strauss.

### Västtyskland
En studie vid Humboldtuniversitetet med titeln "Doping in Deutschland von 1950 bis heute" fastställer att dopning bedrevs i Västtyskland (BRD) på ett systematiskt sätt. Även minderåriga ska ha blivit dopade. Sportläkaren Armn Klümper spelade här en viktig roll. Hans "Klümper-Cocktail" innehöll en blandning av olika substanser som gavs till otaliga idrottare och som hjälpte till att vinna medaljer för BRD. En avhandling vid Hamburgs universitet kom fram till att dopning med anabola steroider var vanligt förekommande bland västtyska idrottare. Enligt Perikles Simon vid Johannes-Gutenberg-Universität Mainz var även sportfunktionärer del av den systematiska dopningen.

### Sverige
I Sverige är det Dopningslaboratoriet vid Karolinska universitetssjukhuset i Huddinge som analyserar för IOK och WADA.
Kända svenska dopningsfall är Linda Haglund (friidrott, 1981), Tomas Johansson (brottning, 1984) och Ludmila Engquist (bobsleigh/friidrott, 2001). Svenska idrottare har blivit av med två OS-medaljer på grund av dopning, ett brons i lagtävlingen i modern femkamp 1968 och ett silver (Tomas Johansson) i brottning 1984.
En unik tävling gick av stapeln 1985 i Västerås, då SM-guldmedaljen i diskus gick till den tredje bästa kastaren. Ricky Bruch vann, men stängdes formellt av och diskvalificerades då han åkte hem utan dopningskontroll (efter att ha örfilat förbundskaptenen). Tvåan Lars Sundin befanns vara dopad, varvid han också missade guldet.
Dopningspreparat i Sverige har internationella kopplingar. År 2011 beslagtogs 153 000 och 328 000 tabletter år 2012 varav hälften i den internationella posthanteringen på Stockholm Arlanda Airport.
Flest svenska dopningsavstängda i början av 2014 var inom styrkelyft, men även andra idrotter, till exempel medlemmar i Friskis & Svettis och Budo och Kampsportförbundet.
I en statlig utredning 2016 uppskattades antalet personer som använder dopningspreparat i Sverige till omkring 30 000 personer som "regelbundna användare" och ytterligare cirka 10 000 personer som "tillfälliga användare utan att vara beroende".

### Danmark
I Danmark fälldes nio deltagare inom bodybuilding och bodyfitness 2003, året efter åkte fyra fast för anabola steroider.
2013 sparkades prinsessan Maries personliga tränare efter att ha tagit Craze.

## Straff
Straffen varierar mellan olika idrotter. Vanligen tillämpas två års avstängning från alla officiella tävlingar. Om idrottaren testar positivt en andra gång blir det vanligen livstids avstängning. Om det positiva dopningsresultatet erhållits vid en tävling stryks vanligtvis idrottaren ur resultatlistan och förlorar eventuella medaljer, ibland dras också tidigare erövrade medaljer, priser, resultat och rekord tillbaka. När den svenska cyklisten Niklas Axelsson testades positivt för EPO vid VM 2001 och omedelbart erkände, fick han av SCF Svenska Cykelförbundet 4 års avstängning. Denna dom blev dock automatiskt kortad till 2 år när det internationella cykelförbundet anslöt sig till WADA, vid den tidpunkten hade dock Axelsson redan avtjänat 2,5 år av sitt straff.
Några substanser som är förbjudna förekommer allmänt i medicinska produkter. Risk för misstagsdopning finns därför. Sådana ämnen är specificerade i WADA:s dopningslista. Dopning med sådana preparat kan resultera i ett reducerat straff om idrottaren kan visa att dopningen var oavsiktlig.
Numera finns CAS, idrottens skiljedomstol, som bland annat avgör tvister om medaljer. Efter åtta år preskriberas fallen. Skidskytten Kaisa Varis blev i mars 2009 av med sitt livslånga straff hon fick i början av år 2008. Man hade undersökt hennes B-test utan hennes närvaro, då detta ännu var förbjudet. I hennes hemland Finland har man diskuterat mycket om huruvida det är bra att hon börjar tävla igen, då detta skulle ge en dålig stämpel som fortsättning av Lahtis-skandalen 2001 som ännu reds upp. Varis har ansökt om tävlingslicens, men med ofullständiga uppgifter, utan namnet på sin förening.

## Omtalade dopningsfall
- Lance Armstrong
- Ben Johnson
- Ludmila Engquist
- Festina-skandalen
- Finlands herrlandslag i längdskidåkning
- Katrin Krabbe
- Johann Mühlegg
- Diego Armando Maradona
- Marco Pantani
- Floyd Landis
- Justin Gatlin
- BALCO-skandalen
- Tyler Hamilton
- Greg Valentino
- Kaisa Varis
- Therese Johaug
- Holger Ehlert